# کاتی (هند)
کاتی یا خطی (انگلیسی: Khatti) روستایی در نزدیکی خرمپور، در پنجاب هند است.

## معبد لرد پارسهورامان
خطی به خاطر «قصر لرد پاراشهوراما» معروف است. جشنوارهٔ سالانهٔ لرد پاراشهوراما هر ساله در قصر لرد پارسهورامان جشن گرفته می‌شود و یک جاذبه توریستی بزرگ است.